# Angus Folk Museum
Angus Folk Museum var et museum for landbrugshistorie og landliv, der lå i landsbyen Glamis nær Forfar i Angus, Skotland. Det eksisterede fra 1950'erne til 2017.
Det blev grundlagt af Jean, Lady Maitland der gav sin samling til nationen i 1950'erne. Fra 1976 blev det administreret af National Trust for Scotland, og museet er blevet beskrevet som at have "en af Skotlands fineste folkeminde-samlinger".
Museet var indrettet i række af seks huse opført i 1793 og en bondegård. Bygningerne blev givet til museet af Timothy Bowes-Lyon, 16. jarl af Strathmore og Kinghorne for at huse dets samling. Det havde tre stjerner fra Scottish Tourist Board.
Museet lukkede permanent i 2017 grundet strukturelle problemer, som blev opdaget i bygningerne, og National Trust Scotland overvejer et nyt sted til samlingerne.